# Jan z Jenštejnu
Jan z Jenštejnu (ur. 27 grudnia między 1347 a 1350; zm. 17 czerwca 1400) – czeski szlachcic i duchowny katolicki, biskup miśnieński w latach 1375–1379 jako Jan II, arcybiskup praski w latach 1379–1396 jako Jan VI, kanclerz króla Królestwa Czeskiego w latach 1373–1384.

## Życiorys

### Rodzina
Pochodził z czeskiej rodziny szlacheckiej, której członkowie byli związani z dworem królewskim w Pradze, zajmując stanowiska w administracji państwowej. Jego ojcem był Paweł z Wlašimia, który nabył zamek w Jenštejn koło Pragi, pełniący funkcję notariusza na dworze cesarza Karola IV Luksemburskiego. Jego stryjem był Jan Očko z Vlašimi, drugi arcybiskup praski, a siostrzeńcem Olbram ze Škvorce, czwarty arcybiskup praski.

### Edukacja i młodość
Po ukończeniu studiów w 1371 r. na Uniwersytecie Karola w Pradze Jan studiował prawo kanoniczne i teologię na uniwersytetach w Padwie i Bolonii. W 1374 r. przeniósł się na uniwersytet w Montpellier i przebywał jakiś czas w kurii papieskiej w Awinionie. Potem kontynuował studia na uniwersytecie w Paryżu, które ukończył w 1376 uzyskując tytuł magistra prawa kanonicznego.

### Biskup miśnieński
Jeszcze przed ukończeniem studiów Jan z Jenštejn był subdiakonem i proboszczem Wetzlar. Z inicjatywy cesarza Karola IV papież Grzegorz XI mianował go 4 lipca 1376 r. biskupem miśnieńskim. Przeciwna tej decyzji była dynastia Wettynów rządząca w Saksonii, obawiająca się wzrostu wpływów czeskich w tym rejonie Niemiec. Bardzo trudno układały się stosunki między Janem a tamtejszą kapitułą katedralną. W trakcie swoich krótkich rządów Janowi udało się rozwinąć kult św. Wacława w diecezji.

### Arcybiskup praski
Po rezygnacji kardynała Jana Oczka z Vlaszimi, papież Urban VI mianował 20 października 1378 r. Jana nowym arcybiskupem metropolitą praskim. Miesiąc później Karol IV mianował Jana kanclerzem swojego syna, króla czeskiego Wacława IV. Od papież otrzymał on również funkcję legata w diecezjach: regensburskiej, bamberskiej i miśnieńskiej. Mając tak szerokie uprawnienia zwalczał zwolenników antypapieża Klemensa VII, który cieszył się na praskim dworze dużą sympatią. Zdecydowane działania Jana doprowadziły do odebrania mu przez Wacława IV funkcji kanclerza w 1384 r. Król zamierzał w ten sposób również uszczuplić władzę arcybiskupią.
W związku z tym Jan poświęcił się pracy duszpasterskiej, nakazując duchownym przestrzegać wysokich standardów moralnych, wizytując parafie i przeprowadzając synody diecezjalne. Prowadził również pobożne i ascetyczne życie.
W tym czasie w Czechach narastał ferment społeczny i rosła niechęć wobec władcy oraz dynastii Luksemburgów. Do przeciwników Wacława IV dołączył arcybiskup Jan, który przeniósł się do rezydencji arcybiskupiej w Rudnicy nad Łabą, w obawie przed prześladowaniami ze strony króla, których jedną z ofiar był Jan Nepomucen, późniejszy święty.
W kwietniu 1393 r. udał się do Rzymu, z kolei po powrocie do kraju oficjalnie wystąpił przeciw Wacławowi IV. Bunt zakończył się konfiskatą dób biskupich i ucieczką arcybiskupa do Rzymu, gdzie w styczniu 1394 r. zrezygnował z funkcji metropolity praskiego na rzecz swojego siostrzeńca Olbrama ze Škvorce, zachowując zamek Helfenburg oraz dożywotnią emeryturę.

### Patriarcha Aleksandrii
W 1399 r. Jan z Jenštejn ponownie udał się do Rzymu w celu uzyskania aprobaty papieskiej dla pracy misyjnej. 2 kwietnia 1399 r. papież mianował go jako patriarchą Aleksandrii. Następnie przeniósł się do Santa Prassede, gdzie zmarł czternaście miesięcy później.

## Prace
Jan z Jenštejn pozostawił po sobie obszerne prace napisane w języku łacińskim. Często spotkać można w nich elementy autobiograficzne, przeplatane z pismami dotyczącymi spraw Kościoła oraz rozprawy polemiczne. Znajdują się w nich także poetyckie hymny na cześć Matki Bożej. Znanych jest także pięć zbiorów kazań i osiem pism ascetycznych. W piśmie Acta win curia Romana z 1393 r. przedstawia konflikt z królem i opisuje powody swojej rezygnacji.
Główne prace:
- Tractatus de potestate clavium
- De veritate Urbani
- Liber considerationis
- Liber dialogorum (1380)
- Contra Adalbertum (1388)
- Miracula beatae Mariae visitationis (po 1388)
- De bono mortis (po 1390)
- Acta in curia Romana (1393)
- Libellus quod nemo laeditur nisi a se ipso
- Libellus de fuga saeculi (po 1395)
- Libellus apologorum (po 1396)